# كنيسة القديس كيراكوس (ديار بكر)

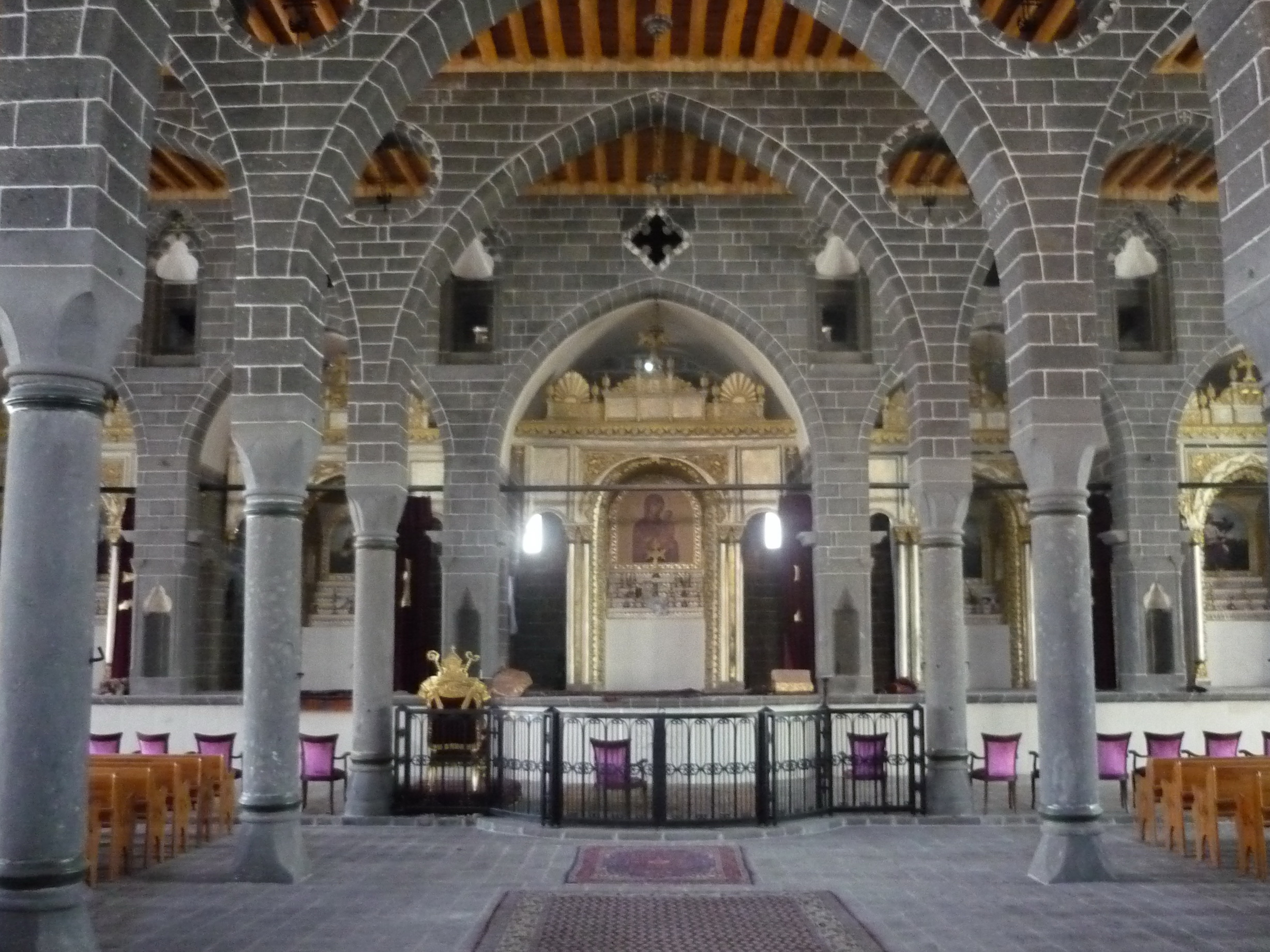
كنيسة القديس كيراكوس في مدينة ديار بكر.

كنيسة القديس كيراكوس (بالأرمنيّة: Սուրբ Կիրակոս եկեղեցի؛ بالتركيَّة: Surp Giragos Ermeni Kilisesi) هي كنيسة أرمنيَّة رسوليَّة تقع في مدينة ديار بكر، تركيا. قامت السلطات التركية بإعادة ترميم إجزاء منها قبل سنوات في إشارة لحسن النية تجاه المجتمع المسيحي أمام المجتمع الدولي. وأعيد افتتاح الكنيسة بعد الترميم وتحديدًا في 23 أكتوبر من عام 2011 ويضم أيضًا المجمع متحفًا أرمنيًا هو الأول من نوعه في الأناضول.

## تاريخ
كانت هذه الكنيسة واحدة من أهم الكنائس الأرمنية في شرق الأناضول ولها سبع مذابح وأغلقت بالكامل زمن الإبادة الأرمنية، إلا أنها أعيدت للطائفة الأرمنية سنة 1960 ولكن في تلك الفترة أيضًا كانت الهجرة المسيحية تفعل فعلها حيث كان عدد الأرمن في تناقص مستمر في شرق تركيا بسبب التضييق من الحكومة التركية، فبقيت الكنيسة مهملة من قبل الجميع. ووفقًا لبعض المصادر فإن هذ الكنيسة تعتبر أكبر كنيسة في الشرق الأوسط على الإطلاق إذ أنها تمتد على مساحة 3200 متر مربع وفيها منازل للكهنة ومصليات ومدارس. استولى الألمان عليها سنة 1913 وحولوها إلى مقر لإدارة وحداتهم العسكرية حتى العام 1918، لتتحول بعدها إلى مستودع للنسيج.
لكنيسة القديس كيراكوس الأرمنية العديد من المزايا التي تنفرد بها ككنيسة، منها المذبح، جميع الكنائس لها مذبح واحد إلا هذه الكنيسة لها سبعة. كما أن سقفها مصنوع من التراب الذي جلب من محيط المنطقة وهو ما قام به المهندسون مرة ثانية للحفاظ على شكله الأصلي أثناء عملية الترميم.
في عام 2009 قام مجموعة من أرمن ديار بكر ممن يقيمون في مدينة إسطنبول بالمطالبة بإعادة كنيسة القديس كيراكوس إلى أملاك الكنيسة الأرمنية والعمل على ترميمها وهو ما تحقق بالفعل بعد جهود كبيرة من قبل منظمات اللوبي الأرمني في الخارج إذ رضخت الحكومة التركية لمطالب الأرمن فأعيد ترميم كنيستهم.